# Saint-Michel - Marcel-Langer (metropolitana di Tolosa)
Saint-Michel - Marcel-Langer è una stazione della metropolitana di Tolosa inaugurata il 30 giugno 2007. È dotata di una banchina a 12 porte e può accogliere treni composti anche da quattro vetture. Dopo cinque anni dalla costruzione, è stato aggiunto il nome Marcel Langer, in onore del membro delle brigate internazionali.

## Architettura
L'opera d'arte in questa stazione è stata realizzata da Michel Verjux. Si tratta di quattro proiettori situati in maniera particolare. Nella parte centrale della stozione, tre di esse illuminano i tre lucernari posti sul marciapiede. La quarta illumina il binario in direzione Ramonville. Il fascio luminoso di quest'ultima è posizionato in verticale e dà un effetto di riflettore da teatro, per le persone che ci passano sotto.

## Servizi
La stazione dispone di:
- Biglietteria automatica
- Scale mobili